# Trevo-de-quatro-folhas

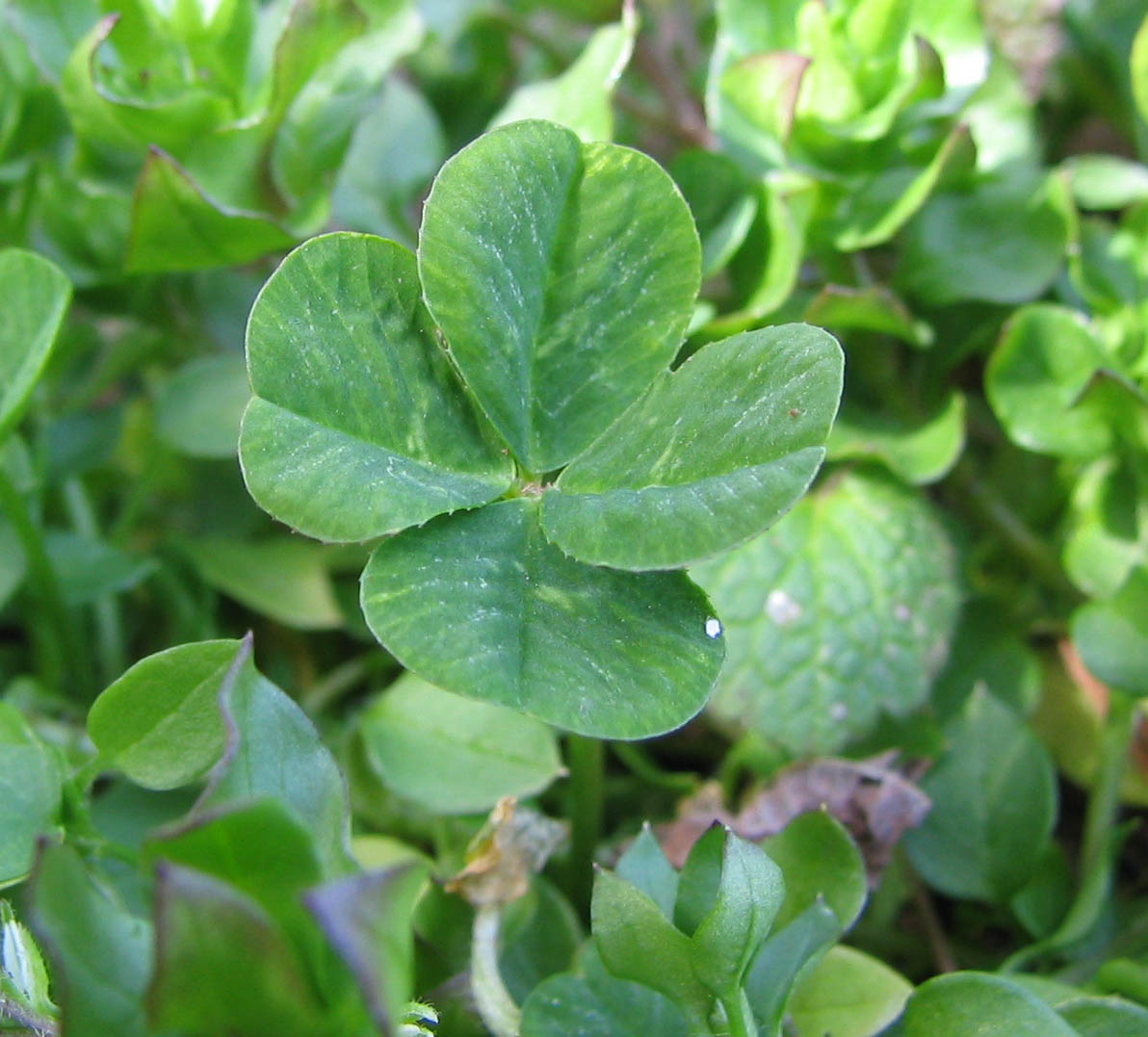
Trevo de quatro folhas

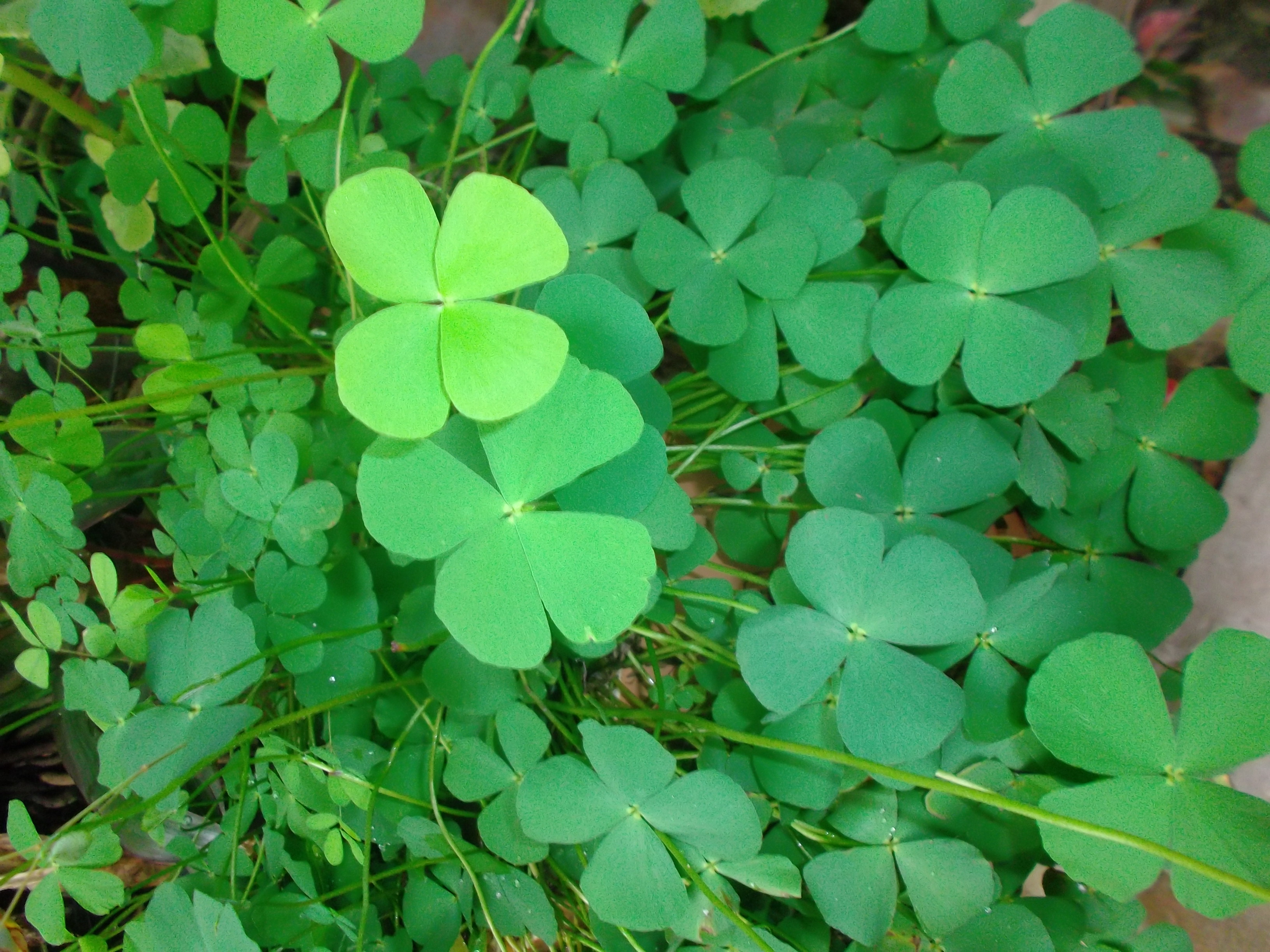
Um falso trevo-de-quatro-folhas (Oxalis).

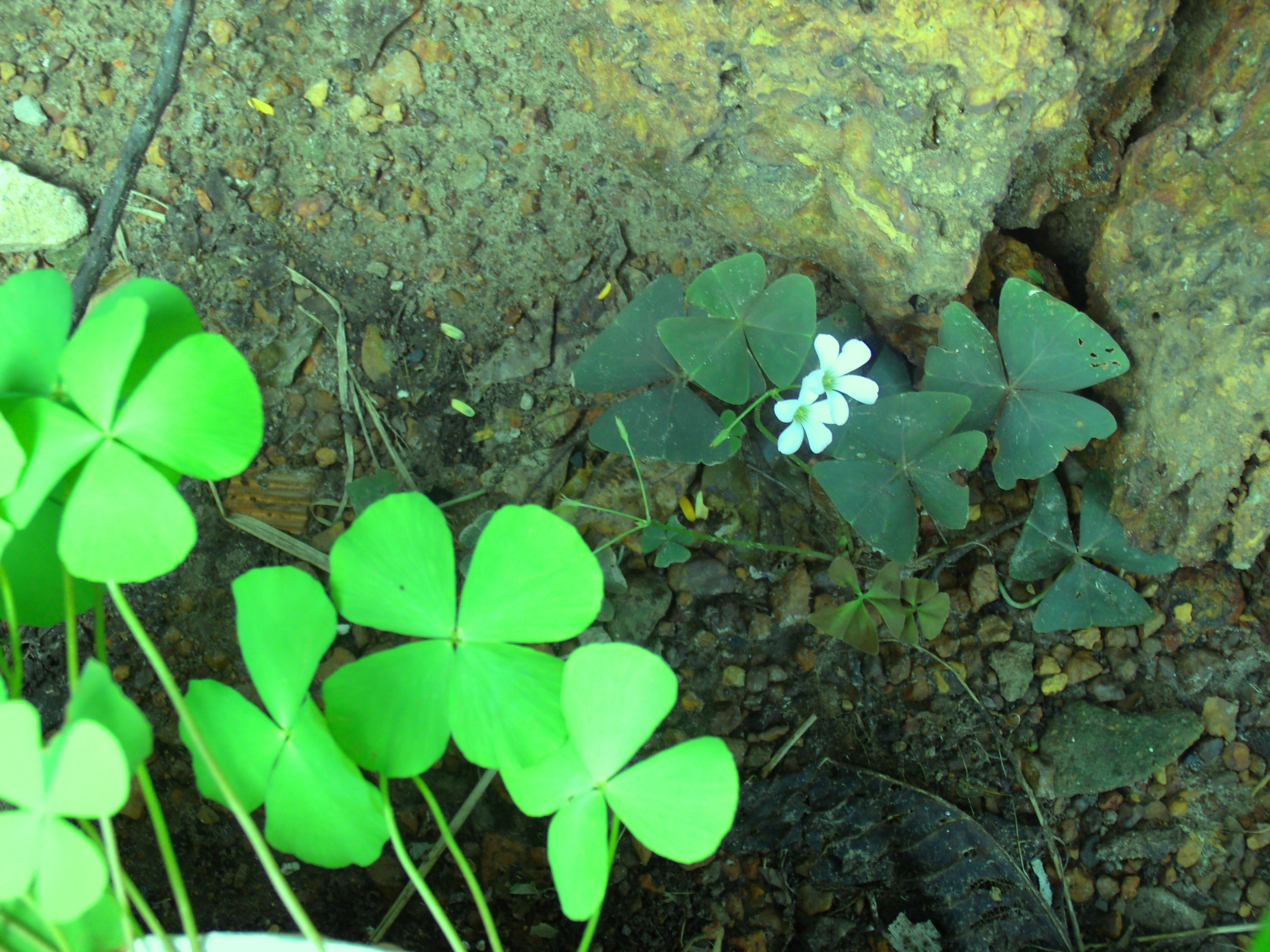
Vista de dois tipos, o trevo de quatro folha e o trevo-roxo (Brasil).

Trevo-de-quatro-folhas é designação popular dada a uma folha de trevo (qualquer das espécies do género Trifolium) que apresenta quatro em vez dos normais três folíolos comuns em todas essas espécies. Com origem nas antigas tradições dos povos celtas, acredita-se que encontrar uma dessas folhas é um sinal de boa sorte, especialmente se encontrado acidentalmente, pelo que o trevo-de-quatro-folhas é usado em iconografia diversa e como imagem na linguagem corrente. A procura de trevos-de-quatro-folhas levou ao surgimento de cultivares e de técnicas de cultivo que aumentam a probabilidade dessa anomalia surgir.

## Descrição
Aliás, o nome "trevo-de-quatro-folhas" é autocontraditório, pois "trevo" deriva do latim trifolium ("três folhas"), pelo que o seu significado literal será algo como "três-folhas de quatro folhas".
Os trevos-de-quatro-folhas são uma variação infrequente da folha trifoliada dos trevos de três folíolos de ocorrência comum em todas as regiões subtropicais e temperadas, incluindo dos cultivares utilizados para produção de forragem ou para sideração. Estima-se que ocorram aproximadamente 10 000 folhas de três folíolos por cada folhas de quatro folíolos.
Apesar da relativa raridade, existem folhas de trevo com mais de cinco folíolos, sendo 56 o maior número de folíolos jamais encontrado numa folha de trevo.
Dada a procura de plantas de trevo com quatro folíolos, particularmente em períodos do ano em que se celebram festividades ligadas com a Irlanda ou com as tradições celtas, nos Estados Unidos algumas empresas especializaram-se na produção de trevo-de-quatro-folhas recorrendo a diversos métodos. Algumas dessas empresas produzem milhares dessas plantas (envasadas em plástico como encantos afortunados).
Existem trevos de quatro folhas que podem ser cultivados, porém, eles têm necessidade de uma temperatura média de aproximadamente 25°C. Precisam de chuva constante, ou, se forem criados dentro de casa, precisam ser regados pelo menos três vezes na semana.

## Outras espécies
É frequente a confusão de folhas de trevo com quatro folíolos, de ocorrência infrequente, com folhas morfologicamente similares pertencentes a espécies que integram outros géneros nos quais a norma é a presença de quatro folíolos. Entre esses géneros, que incluem espécies que recebem mesmo o nome comum de trevo-de-quatro-folhas, estão os pteridófitos do género Marsilea, especialmente a espécie Marsilea quadrifolia, comuns em ambientes muito húmidos e incluso em terrenos inundados, sendo utilizados em aquariofilia.
Outro género que inclui várias espécies designadas por trevo-de-quatro-folhas é o género Oxalis, sendo algumas das suas espécies comercializadas em pequenos vasos sob o nome comercial de trevos (nomeadamente Oxalis tetraphylla).